# Zaventem (gemeente)
Zaventem is een gemeente in de Belgische provincie Vlaams-Brabant. De gemeente ligt in de Brusselse Rand en telt ruim 37.000 inwoners. De gemeente ligt in de landstreek Brabantse Kouters, is sterk verstedelijkt en sluit aan bij de Brusselse agglomeratie.

## Geografie

### Kernen
Naast de gemeente Zaventem zelf telt de gemeente nog drie deelgemeenten, Nossegem, Sint-Stevens-Woluwe en Sterrebeek.

### Deelgemeenten
| # | Naam                | Opp. (km²) | Inwoners (2020) | Inwoners per km² | NIS-code |
| - | ------------------- | ---------- | --------------- | ---------------- | -------- |
| 1 | Zaventem            | 9,03       | 13.956          | 1.545            | 23094A   |
| 2 | Nossegem            | 3,94       | 3.152           | 800              | 23094B   |
| 3 | Sint-Stevens-Woluwe | 5,47       | 9.096           | 1.662            | 23094D   |
| 4 | Sterrebeek          | 9,28       | 8.560           | 922              | 23094C   |

## Bezienswaardigheden

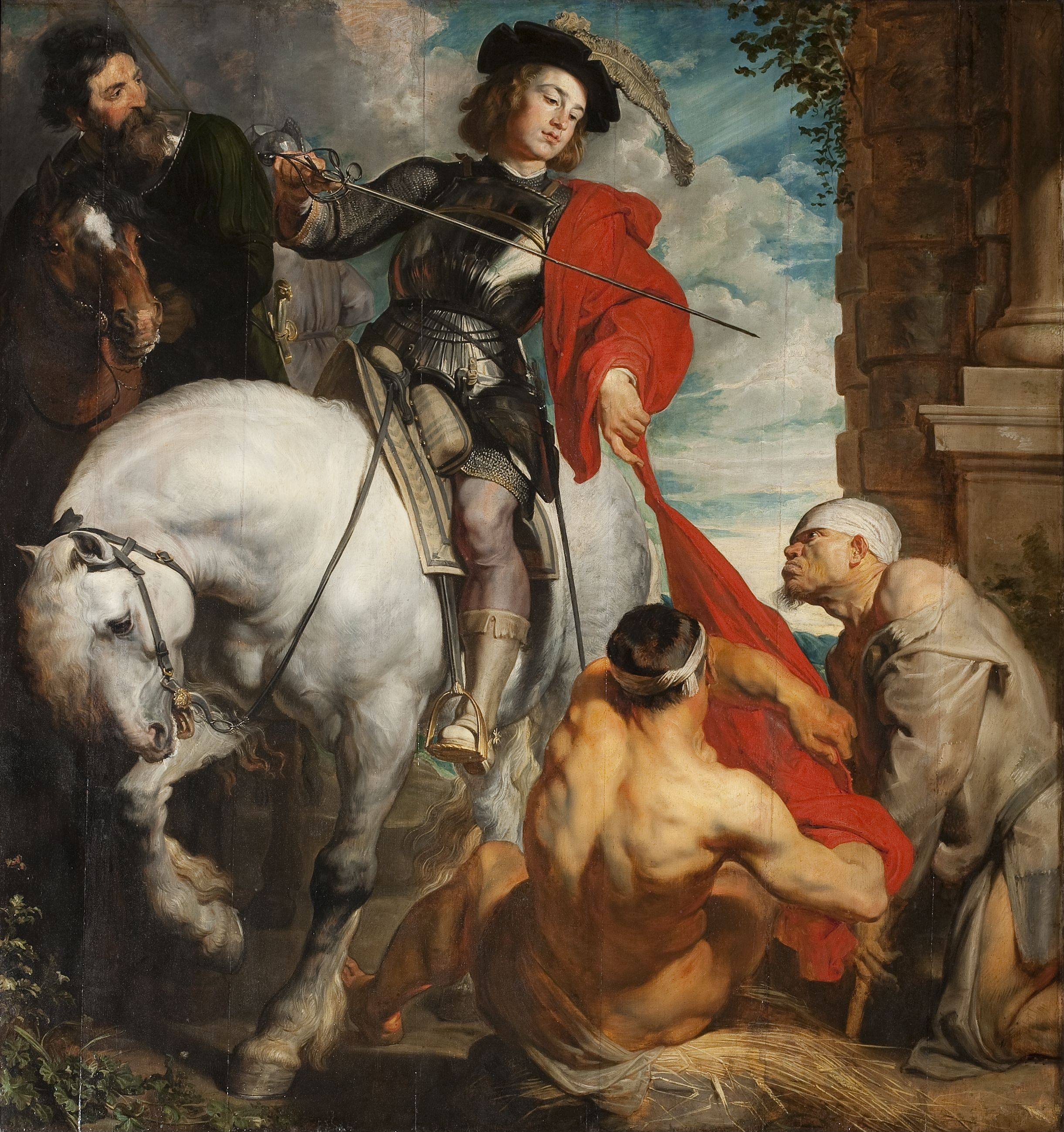
Schilderij van Antoon van Dyck waarop Sint-Martinus zijn mantel deelt met een bedelaar

- De Sint-Martinuskerk dateert uit 1567 en is sinds 1938 een beschermd monument. Oorspronkelijk was de Sint-Martinuskerk een typische basilicale romaanse kerk met drie beuken, een oostertoren en een apsis. In de 16de eeuw werd ze omgebouwd tot een gotisch gebouw en in de 19de eeuw werd de kerk vergroot. Binnen hangt een meesterwerk van de schilder Antoon van Dyck waarop Sint-Martinus zijn mantel deelt met een bedelaar. De pas tot baron verheven Ferdinand de Boisschot schonk het in 1621. Naar verluidt zou Van Dyck zelf het doek komen ophangen zijn, waarbij hij gecharmeerd raakte door de jongste dochter van drossaard Marten Van Ophem en haar tevergeefs ten huwelijk vroeg.[1]
- Het Heemkundig museum "De Veste"
- Het Kasteel Mariadal aan de Hector Henneaulaan dateert van eind 19de eeuw.
- Het Kasteel Ter Brugge aan de Diegemstraat
- De Stockmansmolen
- De Begraafplaats van Zaventem

## Natuur en landschap
Zaventem is een zeer sterk verstedelijkte plaats door de nabijheid van de Brusselse agglomeratie en van de internationale luchthaven. Er is daarnaast veel verkeersinfrastructuur zoals een deel van de Brusselse ring, een bijbehorend verkeersknooppunt en een spoorlijn. De hoogte bedraagt 56-72 meter. Het Centrumpark, gevormd uit de parken van twee naast elkaar gelegen kastelen, vormt een groen gebied. Andere parken zijn het Liekendaalpark en het Crowne Plaza park.

## Bevolking
Inwoners met een buitenlandse nationaliteit zijn in Zaventem sterker vertegenwoordigd dan het gemiddelde van de Brusselse rand. Daarbij vormen EU-burgers de grootste groep (ruim 14% van de inwoners in 2011) maar er zijn ook Marokkanen, Turken, Armeniërs en Amerikanen.

### Demografische evolutie voor de fusie
- Bronnen:NIS, Opm:1831 tot en met 1970=volkstellingen

### Demografische ontwikkeling van de fusiegemeente
Alle historische gegevens hebben betrekking op de huidige gemeente, inclusief deelgemeenten, zoals ontstaan na de fusie van 1 januari 1977.
- Bronnen:NIS, Opm:1831 tot en met 1981=volkstellingen; 1990 en later= inwonertal op 1 januari

| Inwoners van jaar tot jaar op 1 januari 1992 tot heden | Inwoners van jaar tot jaar op 1 januari 1992 tot heden | Inwoners van jaar tot jaar op 1 januari 1992 tot heden |
| jaar                                                   | Aantal                                                 | Evolutie: 1992=index 100                               |
| ------------------------------------------------------ | ------------------------------------------------------ | ------------------------------------------------------ |
| 1992                                                   | 26.081                                                 | 100,0                                                  |
| 1993                                                   | 26.308                                                 | 100,9                                                  |
| 1994                                                   | 26.406                                                 | 101,2                                                  |
| 1995                                                   | 26.535                                                 | 101,7                                                  |
| 1996                                                   | 26.467                                                 | 101,5                                                  |
| 1997                                                   | 26.559                                                 | 101,8                                                  |
| 1998                                                   | 26.827                                                 | 102,9                                                  |
| 1999                                                   | 26.826                                                 | 102,9                                                  |
| 2000                                                   | 26.901                                                 | 103,1                                                  |
| 2001                                                   | 27.159                                                 | 104,1                                                  |
| 2002                                                   | 27.537                                                 | 105,6                                                  |
| 2003                                                   | 27.758                                                 | 106,4                                                  |
| 2004                                                   | 28.070                                                 | 107,6                                                  |
| 2005                                                   | 28.526                                                 | 109,4                                                  |
| 2006                                                   | 28.651                                                 | 109,9                                                  |
| 2007                                                   | 29.034                                                 | 111,3                                                  |
| 2008                                                   | 29.530                                                 | 113,2                                                  |
| 2009                                                   | 29.907                                                 | 114,7                                                  |
| 2010                                                   | 30.446                                                 | 116,7                                                  |
| 2011                                                   | 31.243                                                 | 119,8                                                  |
| 2012                                                   | 31.715                                                 | 121,6                                                  |
| 2013                                                   | 31.960                                                 | 122,5                                                  |
| 2014                                                   | 32.388                                                 | 124,2                                                  |
| 2015                                                   | 32.678                                                 | 125,3                                                  |
| 2016                                                   | 33.034                                                 | 126,7                                                  |
| 2017                                                   | 33.385                                                 | 128,0                                                  |
| 2018                                                   | 33.806                                                 | 129,6                                                  |
| 2019                                                   | 34.368                                                 | 131,8                                                  |
| 2020                                                   | 34.782                                                 | 133,4                                                  |
| 2021                                                   | 35.184                                                 | 134,9                                                  |
| 2022                                                   | 35.916                                                 | 137,7                                                  |
| 2023                                                   | 36.408                                                 | 139,6                                                  |
| 2024                                                   | 36.676                                                 | 140,6                                                  |
| 2025                                                   | 37.271                                                 | 142,9                                                  |

## Politiek

#### Legislatuur 2013-2018
Na de gemeenteraadsverkiezingen in 2012 ontstond binnen de Open Vld een tweestrijd. Uiteindelijk kwam een coalitie naar voor met opnieuw Francis Vermeiren als burgemeester. De N-VA diende evenwel een klacht in bij de Raad van State vanwege het feit dat een aantal verkozenen twee voordrachtsakten hadden ondertekend. De klacht werd ontvankelijk verklaard en het voorgestelde bestuur werd ongeldig verklaard. Tien verkozenen van Open Vld, sp.a en Leef/Groen werden door de Raad van State veroordeeld, waardoor ze een verbod tot het bekleden van een uitvoerend ambt opgelegd kregen. Een nieuwe coalitie diende gevormd. Het gevolg was een gemeente die gedurende vele maanden nagenoeg onbestuurbaar was. Gemeenteraadszittingen werden geregeld geannuleerd. Na 13 maanden werd uiteindelijk een nieuwe coalitie gevormd, deze keer tussen N-VA, CD&V en Open Vld.

#### Legislatuur 2019-2024
De burgemeester van Zaventem is Ingrid Holemans, die in 2016 Francis Vermeiren (Open Vld), die de gemeente 33 jaar had geleid en daarvoor ook schepen was geweest, opvolgde. Vanaf januari 2013 tot december 2018 werd Zaventem bestuurd door een coalitie van Open Vld met CD&V en N-VA, maar na de gemeenteraadsverkiezingen van 2018 werd er een nieuwe coalitie gesloten tussen Open Vld en CD&V waardoor N-VA uit de boot valt.

#### Legislatuur 2024-2030
Na de gemeenteraadsverkiezingen van oktober 2024 bleef Open Vld de grootste partij van Zaventem. Er werd een coalitie gevormd met CD&V. Dirk Philips (Open Vld) werd burgemeester.

### Resultaten gemeenteraadsverkiezingen sinds 1976
| Partij               | Partij                                            | 10-10-1976 | 10-10-1976 | 10-10-1982 | 10-10-1982 | 9-10-1988 | 9-10-1988 | 9-10-1994 | 9-10-1994 | 8-10-2000 | 8-10-2000 | 8-10-2006 | 8-10-2006 | 14-10-2012 | 14-10-2012 | 14-10-2018 | 14-10-2018 | 13-10-2024 | 13-10-2024 |
| Stemmen / Zetels     | Stemmen / Zetels                                  | %          | 27         | %          | 29         | %         | 29        | %         | 29        | %         | 29        | %         | 29        | %          | 31         | %          | 31         | %          | 33         |
| -------------------- | ------------------------------------------------- | ---------- | ---------- | ---------- | ---------- | --------- | --------- | --------- | --------- | --------- | --------- | --------- | --------- | ---------- | ---------- | ---------- | ---------- | ---------- | ---------- |
|                      | PVV1/ VLD2/ Open Vld3                             | 13,381     | 3          | 24,731     | 8          | 43,521    | 15        | 38,932    | 14        | 38,42     | 13        | 35,632    | 12        | 32,023     | 11         | 32,53      | 12         | 24,43      | 9          |
|                      | CVP1/ CVP-VUA/ CD&V+N-VAB/ CD&V2/ CD&V team Bart3 | 33,231     | 10         | 15,361     | 4          | 20,021    | 6         | 21,45A    | 7         | 14,141    | 4         | 18,42B    | 5         | 12,142     | 3          | 14,42      | 4          | 22,23      | 8          |
|                      | VU1/ CVP-VUA/ VU&ID2/ CD&V+N-VAB/ N-VA3           | 15,611     | 4          | 11,81      | 3          | 7,131     | 1         | 21,45A    | 7         | 7,012     | 1         | 18,42B    | 5         | 19,493     | 6          | 22,03      | 7          | 21,92      | 8          |
|                      | SP1/ sp.a-Groen-Leef!C/ Pro ZaventemD/ Vooruit2   | 23,541     | 7          | 20,791     | 7          | 10,911    | 3         | 8,861     | 2         | 7,711     | 2         | 14,22C    | 4         | 13,24C     | 4          | 8,0D       | 2          | 6,02       | 1          |
|                      | Agalev1/ sp.a-Groen-Leef!C/ Pro ZaventemD         | -          |            | -          |            | 5,611     | 1         | 7,281     | 1         | 8,841     | 2         | 14,22C    | 4         | 13,24C     | 4          | 8,0D       | 2          | -          |            |
|                      | PF1/ UF2                                          | 14,251     | 3          | 14,791     | 4          | 12,811    | 3         | 14,892    | 4         | 16,112    | 5         | 19,732    | 6         | 19,982     | 7          | 19,32      | 6          | 16,42      | 6          |
|                      | Vlaams Blok1/ Vlaams Belang2                      | -          |            | -          |            | -         |           | 5,641     | 1         | 7,791     | 2         | 10,922    | 2         | 3,132      | 0          | -          |            | 4,42       | 0          |
|                      | Stop Beton                                        | -          |            | -          |            | -         |           | -         |           | -         |           | -         |           | -          |            | -          |            | 4,5        | 1          |
|                      | D82                                               | -          |            | 12,53      | 3          | -         |           | -         |           | -         |           | -         |           | -          |            | -          |            | -          |            |
| Anderen(*)           | Anderen(*)                                        | -          |            | -          |            | -         |           | 2,96      | 0         | -         |           | 1,08      | 0         | -          |            | 3,8        | 0          | -          |            |
| Totaal stemmen       | Totaal stemmen                                    | 16180      | 16180      | 17170      | 17170      | 17459     | 17459     | 16700     | 16700     | 16424     | 16424     | 17414     | 17414     | 17643      | 17643      | 18459      | 18459      | 12591      | 12591      |
| Opkomst %            | Opkomst %                                         |            |            |            |            | 92,49     | 92,49     | 90,7      | 90,7      | 89,69     | 89,69     | 90,73     | 90,73     | 87,76      | 87,76      | 89,3       | 89,3       | 57,8       | 57,8       |
| Blanco en ongeldig % | Blanco en ongeldig %                              | 3,29       | 3,29       | 4,68       | 4,68       | 3,48      | 3,48      | 4,2       | 4,2       | 3,79      | 3,79      | 4,09      | 4,09      | 2,96       | 2,96       | 4,9        | 4,9        | 1,9        | 1,9        |

De partijen die de bestuursmeerderheid vormen zijn vetjes aangegeven. De grootste partij is in kleur.

(*) 1994: ADEM (2,96%) / 2006: VLOTT (1,08%) / 2018: Leef! (3,8%)

## Mobiliteit

### Openbaar vervoer
De gemeente heeft drie treinstations: Zaventem, Nossegem en Brussels Airport-Zaventem.

### Luchtverkeer
De luchthaven Brussels Airport ligt gedeeltelijk in de gemeente.

## Bekende inwoners
- Henricus Gabriel van Gameren, bisschop van Antwerpen
- Svetlana Bolshakova, hink-stap-springster met Belgische nationaliteit sinds 2008, woonde in Zaventem.
- Jean-Marie Derscheid, bioloog, verzetsstrijder en natuurbeschermer, geboren in Sterrebeek; is park naar vernoemd.
- Sandra Kim, enige Belgische winnares van het Eurovisiesongfestival (in 1986), woonde in Nossegem.
- Eric Van Rompuy, Vlaams politicus voor CD&V, gewezen Vlaams Minister, Vlaams volksvertegenwoordiger, schepen, woont in Sterrebeek.
- Francis Vermeiren, Vlaams politicus voor Open Vld, Vlaams volksvertegenwoordiger, burgemeester, woont in Zaventem.
- Udo Mechels, Vlaamse zanger, winnaar X-Factor en Zo is er maar één, woonde in Nossegem.
- Mark Vanlombeek, gewezen televisiepresentator, sportjournalist en wielercommentator VRT, ex-woordvoerder Vlaamse Media Maatschappij, woonde tot zíjn overlijden in Sterrebeek.

## Zustersteden
- Blankenheim (Duitsland)
- Availles-Limouzine (Frankrijk)
- Kronberg im Taunus (Duitsland)

## Nabijgelegen kernen
Diegem, Diegem-Lo, Sint-Stevens-Woluwe, Nossegem